# Srdjan Zaharievski
Srǵan Zaharievski (in macedone Срѓан Захариевски?; traslitterato anche come Srgjan Zaharievski; Kriva Palanka, 12 settembre 1973) è un allenatore di calcio ed ex calciatore macedone, di ruolo centrocampista, tecnico del Pelister.

## Carriera

### Giocatore

#### Club
Ha giocato nella prima divisione macedone.

#### Nazionale
Tra il 1996 ed il 2002 ha totalizzato complessivamente 22 presenze e 3 reti con la nazionale macedone.

### Allenatore
Ha allenato dei club della prima divisione macedone.

## Palmarès

### Giocatore

#### Competizioni nazionali
- Campionato macedone: 4

Sileks Kratovo: 1995-1996, 1996-1997
Vardar: 2001-2002, 2002-2003
- Coppa di Macedonia: 1

Sileks Kratovo: 1996-1997